# Jake Shimabukuro
Jake Shimabukuro, né le 3 novembre 1976 à Honolulu, Hawaii (É.-U.) est un musicien américain virtuose du ukulélé.
Après une carrière au sein du groupe Pure Heart récompensés par plusieurs Na Hoku Hanohano Awards, puis du groupe Colon, il se consacra exclusivement à sa carrière solo à partir de 2001.

## Style musical
Sa musique est un mélange de jazz, de rock, de musique hawaïenne, et de pop, il est souvent appelé le Jimi Hendrix du ukulélé.
Ses influences musicales revendiquées sont Eddie Van Halen (dont le légendaire solo de guitare "Eruption" a été repris par Jake), Yngwie Malmsteen, et Carlos Santana pour l'aspect soliste instrumental, mais il a aussi revendiqué depuis l'expérience avec Pure Heart un héritage hawaiien et des références aux célèbres Ka'au Crater Boys.[réf. nécessaire]

## Notoriété
Sa renommée s'est trouvée amplifiée par Internet, grâce à la diffusion d'une vidéo où il interprète While My Guitar Gently Weeps (chanson des Beatles écrite par George Harrison) au ukulélé.

## Instrument
Jake Shimabukuro joue sur un ukulélé ténor Kamaka créé sur mesure et la marque a développé une ligne de ukulélés portant la signature de l'artiste.

## Discographie

### Solo
- Sunday Morning 2002
- Crosscurrent 2003
- Walking Down Rainhill 2004
- Dragon 2005
- Gently Weeps 2006
- Hula Girls 2007, musique du film homonyme
- My Life 2008
- Live 2009
- Annon (Single) 2009
- Peace love ukulele 2011
- Grand ukulele 2012
- Jake & friends 2021

### Au sein de Colon
- The Groove Machine 2000

### Au sein de Pure Heart
- Pure Heart 1998
- Pure Heart 2 1999
- Pure Heart 2.5 Christmas 1999

### DVD
- Play Loud Ukulele - qui contient, outre des enregistrements de concert, des interviews et des clips vidéo, une partie pédagogique où il détaille certaines techniques de jeu.